# 栃木県立日光明峰高等学校
栃木県立日光明峰高等学校（とちぎけんりつにっこうめいほうこうとうがっこう）は、栃木県日光市久次良町に所在する公立の高等学校。

## 設置学科
- 普通科

1学年 - 選択科目なし
2学年 - ビジネス情報・環境文化コース・人文国際コース・自然科学コース・スポーツ健康コース
3学年 - 2学年と同じ

## 特色
日光高校と同様、冬の競技は「アイスホッケー、スピードスケート」などが盛ん。

スローガンは「さわやかで勢いのある学校」。
地域資源を生かした学校魅力向上の一環で、2021年8月30日にe-スポーツ部、同年10月22日にゴルフ部が創設された。栃木県内の県立高校でのゴルフ部は栃木県立那須高等学校に次いで2校目となる。市内の日光カンツリー倶楽部が社会貢献として全面協力し練習場の提供や所属プロによる指導を行う予定のほか、緑の甲子園主催の日本高等学校・中学校ゴルフ連盟も物資の提供を表明している。

## アクセス
- JR日光駅・東武日光駅より東武バス日光の中禅寺温泉行、湯元温泉行などで約15分、安良沢バス停下車

## 沿革
- 2005年（平成17年）4月1日 - 栃木県立日光高等学校と栃木県立足尾高等学校が統合して開校。
- 2007年（平成19年）3月3日 - 第1期卒業式挙行。

## 著名な関係者
- 羽石国臣（2002年ソルトレークシティオリンピック・スピードスケート代表選手、現 競輪選手）
- 伊藤克信（俳優）
- 鈴木康博（元プロ野球選手）
- 古橋真来（アイスホッケー日本代表選手）